# مهمانخانه نظافت
مهمانخانه نظافت، نخستین مهمانخانه به سبک امروزی در ایران بود که در سال ۱۳۲۱ هجری قمری (۱۲۸۲ خورشیدی)، توسط «میرزا اسحاق خان معزالدوله» در تبریز و در جوار پل قاری تأسیس شد. در کنار این مهمانخانه، قرائتخانه‌ای (کتابخانه) نیز برپا شد که نخستین قرائتخانه تبریز به حساب می‌آمد. همچنین در این مهمانخانه رستورانی نیز تأسیس شد که نخستین رستوران ایران محسوب می‌شود.

## پیشینه
اولین مهمانخانه به سبک جدید در تبریز در سال ۱۳۲۱ هجری قمری توسط «میرزا اسحق خان معزالدوله» فرزند «حاجی میرزا مهدی کلانتر»، بیگلربیگی تبریز و برادر کوچکتر میرزا ابراهیم خان شرف‌الدوله نماینده اول مجلس شورای ملی از تبریز و «میرزا صالح خان آصف‌الدوله» بنیاد یافت. این خاندان از آزادی‌خواهان، ترقی‌خواهان و سرشناسان تبریز بودند که در محلهٔ باغمیشه در بیرون قلعهٔ تبریز و قلعه قدیم شهر زندگی می‌کردند.
در آن زمان حاج کلانتر در تبریز در نزدیکی قاری کورپوسی و بازارچه باغمیشه قاپوسی، جنب سربازخانه و میدان مشق قدیم (دانشسرای پسران و کتابخانه تربیت) سر کوچه میرزا نصرالله کاروانسرای بزرگ و وسیعی داشت که به «کاروانسرای کلانتر» معروف بود، این مکان به توارث به «میرزا اسحق خان» کدخدای محله باغمیشه رسیده بود که او آنجا را خراب کرده، ساختمانی جدید با اتاق‌های متعدد و آشپزخانه و سالن غذاخوری (رستوران) پدید آورد و نام آن را «مهمانخانه نظافت» گذاشت. در جنب آن، قرائتخانه‌ای نیز بنیاد گذاشت که نخستین قرائتخانه در تبریز شمرده می‌شد.
در مورد این مهمانخانه و قرائتخانه، سید حسن تقی‌زاده در عنوان تهیه مقدمات مشروطیت در آذربایجان می‌نویسد: «... برادران کلانتری باغمیشه مخصوصاً برادر کوچکتر آنها (معزالدوله) در ترقی طلبی، مرکزی بودند، این شخصی قرائتخانه‌ای در نزدیکی قاری کورپوسی (پل پیرزنک) تأسیس نمود و مهمانخانه‌ای بنا کرد که بسیار مفید بود» و در جای دیگر با تعجب اضافه می‌کند که «این مهمانخانه زنگ اخبار هم داشت.»

### قرائتخانه
قرائتخانه معززالدوله در اوایل مشروطه در روزهای قیام و انقلاب، از طرف نیروهای شاه، سه بار مورد تهاجم و غارت قرار گرفت، ولی دوباره دایر گردید. این قرائتخانه در روزهای جنبش مشروطه، در جهت انتشار روزنامه و برای اشاعه مطبوعات به وجود آمده بود.

### اطلاعیه تأسیس مهمانخانه
در اعلانی که در بیست و پنجم شعبان ۱۳۲۱ قمری در مورد این مهمانخانه به خط نستعلیق چاپ و انتشار یافت، شرایط پذیرایی از مهمانان، مسافران داخلی و خارجی در مهمانخانهٔ نظافت به آگاهی مردم رسید که در نوع خود کم‌نظیر و بی‌سابقه بود. متن این اطلاعیه این چنین بود:
«اعلان

مهمانخانه نظافت، نزدیک میدان مشق
- اولاً مقصود از تأسیس این مهمانخانه استراحت عمومی است. برای اینکه وقتی به کسی یکساعت به ناهار مانده یا یک به شام مانده مهمان ناخوانده وارد می‌شود، در خانه هم خوراک به قدر کفایت درست نمی‌شود، لهذا معلوم است که برای صاحبخانه دلگیری خواهد شد، در این حالت می‌تواند فوراً از مهمانخانه شام و ناهار بخواهد.
- دوم آنکه کسی می‌خواهد رفیقی، دوستی را مهمان کند، خانه بیرونی ندارد برای پذیرایی مهمان. در این حالت می‌تواند مهمانش را به مهمانخانه دعوت نماید.
- سیّم اینکه کسی از آقایان و محترمین مسافر تا به شهر تشریف می‌آورند یا باید در کاروانسرا منزل نمایند یا که خانه کرایه بکنند و اسباب هم یا باید خودشان بیاورند یا اینکه در آنجا بگیرند. در هر دو حالت اسباب اذیت و مخارج زیاد است؛ اما حالا به مجرد ورود به شهر، به مهمانخانه تشریف آورده، هر قدر اتاق لازم داشته باشند، مفروش مهیا با تمام اسباب خواهند دید. ناهار و شام و چای و قلیان همه چیز در منزلش مهیا خواهد بود.
- چهارم اینکه آقایان تجار و اصناف هر قدر خوراک به حجره‌شان بخواهند داده خواهد شد و می‌توانند که ماهیانه قرار گذاشته هر روز ناهار معین را آدم مهمانخانه به حجره‌شان در وقت ناهار خواهد آورد و با ایشان به قرار مشتری دائمی رفتار خواهد شد.
- پنجم اینکه اگر کسی از آقایان ماهیانه قرار گذاشته، هر چند مجموعه هر جور غذا که خودشان معین نمایند در شام و ناهار به منزلشان در وقت معین فرستاده خواهد شد و دقت تمام در همه مصالح شام و ناهار خواهد شد.
- ششم اینکه اگر کسی مهمانی داشته باشد یک روز و دو روز از پیش خبر بدهند؛ هر چند مجموعه ناهار و شام بخواهند درست کرده فرستاده خواهد شد.
- هفتم اینکه کمیتا در این مهمانخانه مواظب نظافت و تمیزی ظروف و اسباب خواهد شد که بالعموم ظروف و اسباب پاک و تمیز بشود.
- هشتم هر جور خوراک ایرانی و فرنگی موجود خواهد شد. به موجب اعلان علی‌حده روز بروز اعلان خواهد شد.
- نهم در ماه مبارک رمضان نیز افطار و سحور در مهمانخانه حاضر است. هر کس میل داشته باشد تشریف بیاورد.»